# Brzeżanie
Brzeżanie – średniowieczne plemię słowiańskie zamieszkujące tereny nad środkową Łabą i dolną Hobolą z centralnym grodem w Hobolinie; wydzielili się z plemienia Stodoran należącego do Związku Wieleckiego. 
Ich pierwotne ziemie leżały na wschód od ujścia Regi aż po jezioro Jamno i na południe do Płotów i Reska. Około roku 1100 książę obodrycki Henryk Gotszalkowic z pomocą Sasów obległ ich gród Hobolin (obecnie Havelberg), przez co zostali oni włączeni do państwa Obodrzyców. Jednak po jego śmierci, Brzeżanie odzyskali niepodległość. W roku 1127 w Hobolinie panował książę Wirykind, który zdobył władzę dzięki obiorowi ludu lub z poparciem Obodrzyców. Podbici zostali w 1136 roku przez Albrechta Niedźwiedzia.

## Literatura
- Kazimierz Wachowski, Słowiańszczyzna zachodnia, Poznań: Wydawnictwo Poznańskiego Towarzystwa Przyjaciół Nauk, 2000. Brak numerów stron w książce